# Coelichneumon magniceps
Coelichneumon magniceps är en stekelart som först beskrevs av Cresson 1867.  Coelichneumon magniceps ingår i släktet Coelichneumon och familjen brokparasitsteklar. Inga underarter finns listade i Catalogue of Life.